# Patos
Pour les articles homonymes, voir Patos (homonymie).
Patos est une ville brésilienne de l'État du Paraíba.

## Géographie
Patos se situe par une latitude de 07° 01' 28" sud et une longitude de 37° 16' 48" ouest, à une altitude de 242 mètres. Sa population était de 104 716 habitants au recensement de 2013. La municipalité s'étend sur 513 km2.